# Sansevieria pfennigii
Sansevieria pfennigii là một loài thực vật có hoa trong họ Măng tây. Loài này được Mbugua mô tả khoa học đầu tiên năm 2007.